# Taccjana Pučak
Taccjana Mikalaeŭna Pučak, accreditata come Tatiana Poutchek dalla WTA (in bielorusso Таццяна Мікалаеўна Пучак?; Minsk, 9 gennaio 1979), è un'allenatrice di tennis ed ex tennista bielorussa.

## Biografia
Nel 2002 arrivò in finale al Tashkent Open dove venne sconfitta da Marie-Gaïané Mikaelian, l'anno seguente, nel 2003, all'Australian Open arrivò al terzo turno ma venne eliminata dalla belga Kim Clijsters. Arrivò ad essere 55º il 22 luglio 2002
A Wimbledon 2007 si fermò al secondo turno. In doppio vinse 4 tornei Tashkent Open, nelle occasioni fece coppia con Tetjana Perebyjnis (2002), Julija Bejhel'zymer (2003), Viktoryja Azaranka (2006, quando sconfissero Maria Elena Camerin e Emmanuelle Gagliardi) e Vol'ha Havarcova (2009) dove batterono Vitalija D'jačenko e Kacjaryna Dzehalevič con il punteggio di 6-2, 6(1)–7, 10-8.
Vinse anche due edizioni consecutive del Guangzhou International Women's Open: doppio 2008 (giocando in coppia con Marija Korytceva sconfiggendo in finale Sun Tiantian e Yan Zi, 6–3, 4–6, 10–8) e doppio 2009 esibendosi con Vol'ha Havarcova  vinse contro Kimiko Date e Sun Tiantian 3-6 6-2 10-8.
Si è ritirata nel 2012.

## Statistiche

### Singolare

#### Sconfitte (1)
| Legenda              |
| -------------------- |
| Grande Slam (0)      |
| Argenti Olimpici (0) |
| WTA Championship (0) |
| Tier I (0)           |
| Tier II (0)          |
| Tier III (0)         |
| Tier IV (1)          |
| Tier V (0)           |

| N. | Data           | Torneo                  | Superficie | Avversaria in finale   | Punteggio |
| 1. | 16 giugno 2002 | Tashkent Open, Tashkent | Cemento    | Marie-Gaïané Mikaelian | 4-6, 4-6  |

### Doppio

#### Vittorie (8)
| Legenda: Prima del 2009 | Legenda: Dal 2009     |
| ----------------------- | --------------------- |
| Grande Slam (0)         |                       |
| Argenti Olimpici (0)    |                       |
| WTA Championship (0)    |                       |
| Tier I (0)              | Premier Mandatory (0) |
| Tier II (0)             | Premier 5 (0)         |
| Tier III (1)            | Premier (0)           |
| Tier IV (3)             | International (4)     |
| Tier V (0)              | WTA 125s (0)          |

| N. | Data              | Torneo                                           | Superficie | Compagna            | Avversaria in finale                     | Punteggio           |
| 1. | 16 giugno 2002    | Tashkent Open, Tashkent                          | Cemento    | Tetjana Perebyjnis  | Mia Buric Galina Fokina                  | 7-5, 6-2            |
| 2. | 12 ottobre 2003   | Tashkent Open, Tashkent (2)                      | Cemento    | Julija Bejhel'zymer | Li Ting Tian-Tian Sun                    | 6-3, 7-6(0)         |
| 3. | 8 ottobre 2006    | Tashkent Open, Tashkent (3)                      | Cemento    | Viktoryja Azaranka  | Maria Elena Camerin Emmanuelle Gagliardi | w/o                 |
| 4. | 21 settembre 2008 | Guangzhou International Women's Open, Canton     | Cemento    | Marija Korytceva    | Sun Tiantian Yan Zi                      | 6–3, 4–6, [10–8]    |
| 5. | 20 settembre 2009 | Guangzhou International Women's Open, Canton (2) | Cemento    | Vol'ha Havarcova    | Kimiko Date Krumm Sun Tiantian           | 3-6, 6-2, [10-8]    |
| 6. | 26 settembre 2009 | Tashkent Open, Tashkent (4)                      | Cemento    | Vol'ha Havarcova    | Vitalija D'jačenko Kacjaryna Dzehalevič  | 6-2, 6(1)-7, [10-8] |
| 7. | 20 settembre 2010 | Tashkent Open, Tashkent (5)                      | Cemento    | Aleksandra Panova   | Alexandra Dulgheru Magdaléna Rybáriková  | 6-3, 6-4            |
| 8. | 24 luglio 2011    | Baku Cup, Baku                                   | Cemento    | Marija Korytceva    | Monica Niculescu Galina Voskoboeva       | 6-3, 2-6, [10-8]    |

#### Sconfitte (7)
| Legenda: Prima del 2009 | Legenda: Dal 2009     |
| ----------------------- | --------------------- |
| Grande Slam (0)         |                       |
| Argenti Olimpici (0)    |                       |
| WTA Championship (0)    |                       |
| Tier I (1)              | Premier Mandatory (0) |
| Tier II (1)             | Premier 5 (0)         |
| Tier III (1)            | Premier (0)           |
| Tier IV (3)             | International (1)     |
| Tier V (0)              | WTA 125s (0)          |

| N. | Data            | Torneo                         | Superficie    | Compagna              | Avversaria in finale                     | Punteggio        |
| 1. | 17 giugno 2001  | Tashkent Open, Tashkent        | Cemento       | Tetjana Perebyjnis    | Petra Mandula Patricia Wartusch          | 1–6, 4–6         |
| 2. | 9 febbraio 2003 | Hyderabad Open, Hyderabad      | Cemento       | Evgenija Kulikovskaja | Elena Lichovceva Iroda Tuljaganova       | 4-6, 4-6         |
| 3. | 22 luglio 2007  | Cincinnati Masters, Cincinnati | Cemento       | Alina Židkova         | Bethanie Mattek Sania Mirza              | 6(4)-7, 5-7      |
| 4. | 1º ottobre 2007 | Tashkent Open, Tashkent (2)    | Cemento       | Anastasija Rodionova  | Kacjaryna Dzehalevič Nastas'sja Jakimava | 6-2, 4-6, [7-10] |
| 5. | 14 ottobre 2007 | Kremlin Cup, Mosca             | Sintetico (i) | Viktoryja Azaranka    | Cara Black Liezel Huber                  | 6-4, 1-6, [7-10] |
| 6. | 11 gennaio 2008 | Sydney International, Sydney   | Cemento       | Tetjana Perebyjnis    | Yan Zi Zheng Jie                         | 4–6, 6(5)–7      |
| 7. | 7 agosto 2010   | Danish Open, Copenaghen        | Cemento (i)   | Vitalija D'jačenko    | Julia Görges Anna-Lena Grönefeld         | 4-6, 4-6         |

## Risultati in progressione
| Sigla | Risultato               |
| ----- | ----------------------- |
| V     | Vincitore               |
| F     | Finalista               |
| SF    | Semifinalista           |
| O     | Oro olimpico            |
| A     | Argento olimpico        |
| SF    | Bronzo olimpico         |
| QF    | Quarti di Finale        |
| 4T    | Quarto turno            |
| 3T    | Terzo turno             |
| 2T    | Secondo turno           |
| 1T    | Primo turno             |
| RR    | Round Robin             |
| LQ    | Turno di qualificazione |
| A     | Assente                 |
| ND    | Non disputato           |

| Legenda superfici    |
| -------------------- |
| Cemento              |
| Terra battuta        |
| Erba                 |
| Superficie variabile |

### Singolare nei tornei del Grande Slam
| Torneo          | 1999 | 2000 | 2001 | 2002 | 2003 | 2004 | 2005 | 2006 | 2007 | 2008 | 2009 | 2010 | 2011 | 2012 |
| --------------- | ---- | ---- | ---- | ---- | ---- | ---- | ---- | ---- | ---- | ---- | ---- | ---- | ---- | ---- |
| Australian Open | A    | A    | 1T   | 1T   | 3T   | A    | A    | A    | A    | 1T   | A    | A    | A    | A    |
| Open di Francia | A    | A    | 2T   | 1T   | 1T   | A    | A    | A    | 2T   | A    | A    | A    | A    | A    |
| Wimbledon       | A    | A    | 1T   | 2T   | 1T   | A    | 1T   | A    | 2T   | A    | A    | A    | A    | A    |
| US Open         | 1T   | A    | 2T   | 1T   | 1T   | A    | A    | 1T   | 1T   | A    | A    | A    | A    | A    |

### Doppio nei tornei del Grande Slam
| Torneo          | 1999 | 2000 | 2001 | 2002 | 2003 | 2004 | 2005 | 2006 | 2007 | 2008 | 2009 | 2010 | 2011 | 2012 |
| --------------- | ---- | ---- | ---- | ---- | ---- | ---- | ---- | ---- | ---- | ---- | ---- | ---- | ---- | ---- |
| Australian Open | A    | 1T   | 1T   | 1T   | 1T   | 2T   | 1T   | A    | A    | 2T   | 2T   | 1T   | 1T   | A    |
| Open di Francia | A    | 2T   | 2T   | 1T   | 1T   | 1T   | A    | 1T   | 2T   | 2T   | 1T   | 1T   | 1T   | A    |
| Wimbledon       | A    | 1T   | 2T   | A    | 1T   | 2T   | 1T   | 1T   | 1T   | 1T   | 3T   | 1T   | 2T   | A    |
| US Open         | 1T   | 1T   | 2T   | 1T   | 2T   | 1T   | A    | A    | 2T   | 3T   | 1T   | 1T   | 2T   | A    |

### Doppio misto nei tornei del Grande Slam
| Torneo          | 1999 | 2000 | 2001 | 2002 | 2003 | 2004 | 2005 | 2006 | 2007 | 2008 | 2009 | 2010 | 2011 | 2012 |
| --------------- | ---- | ---- | ---- | ---- | ---- | ---- | ---- | ---- | ---- | ---- | ---- | ---- | ---- | ---- |
| Australian Open | A    | A    | A    | A    | A    | A    | A    | A    | A    | A    | A    | A    | A    | A    |
| Open di Francia | A    | A    | A    | A    | A    | A    | A    | A    | A    | 1T   | A    | A    | A    | A    |
| Wimbledon       | A    | A    | 1T   | 1T   | 1T   | A    | A    | A    | A    | 2T   | A    | A    | A    | A    |
| US Open         | A    | A    | A    | A    | A    | A    | A    | A    | A    | 1T   | A    | A    | A    | A    |